# Academia Engiadina
Die Academia Engiadina ([ɐkɐdemˈiɐ̯ ɛnˈdʑadinɐ]ⓘ; rätoromanisch im Idiom Puter) für «Akademie (des) Engadin» ist eine Ausbildungsstätte in Samedan im Oberengadin im Kanton Graubünden.

## Einrichtungen
Nebst den Übernachtungsmöglichkeiten im Internat für die Jugendlichen und in den Studierendenhäusern für die jungen Erwachsenen, umfasst das Angebot eine Mensa (mit Take Away), eine hauseigene Mediathek, eine hauseigene Sternwarte, Sportmedizinische Betreuung im Haus, einen modernen Kraftraum, 2 Turnhallen (eine mit Kletterwand), en Beach-Volleyball-Feld, Tennisplätze und vieles mehr.

## Mittelschule
Das Angebot umfasst ein Gymnasium, eine Fach- und eine Sportmittelschule sowie der AVANTI-Vorbereitungskurs und entsprechende Übernachtungsmöglichkeiten in einem vollausgestatteten Internat auf dem Campus.

## Berufsvorbereitungsjahr
Das Brückenangebot ist ein Zusatzjahr zwischen dem Abschluss der obligatorischen Schulzeit und dem Beginn einer Berufslehre oder dem Übertritt an eine weiterführende Schule. Dabei besuchen die Schüler vier Tage die Schule und einen Tag einen lokalen Betrieb. Für Schüler mit Migrationshintergrund werden dabei auch vertiefte Deutschkurse angeboten.

## Höhere Fachschule für Tourismus & Management
Die Höhere Fachschule für Tourismus & Management wurde 1992 gegründet und bildet Studierende in zwei bzw. drei Jahren zum dipl. Tourismusfachmann HF aus. Sie bietet zwei verschiedene Studienmodelle an: Das Studienmodell inkl. Praktikumsjahr oder das Studienmodell mit Saisonstellen. Letzteres bedeutet, dass die Studierenden in der Zwischensaison auf dem Campus der Academia Engiadina studieren und während den Saisons (Sommer und Winter) bei einem Arbeitgebenden ihrer Wahl arbeiten. Dies ermöglicht einen direkten Praxisbezug während der gesamten Studienzeit.